# 沙田精神號

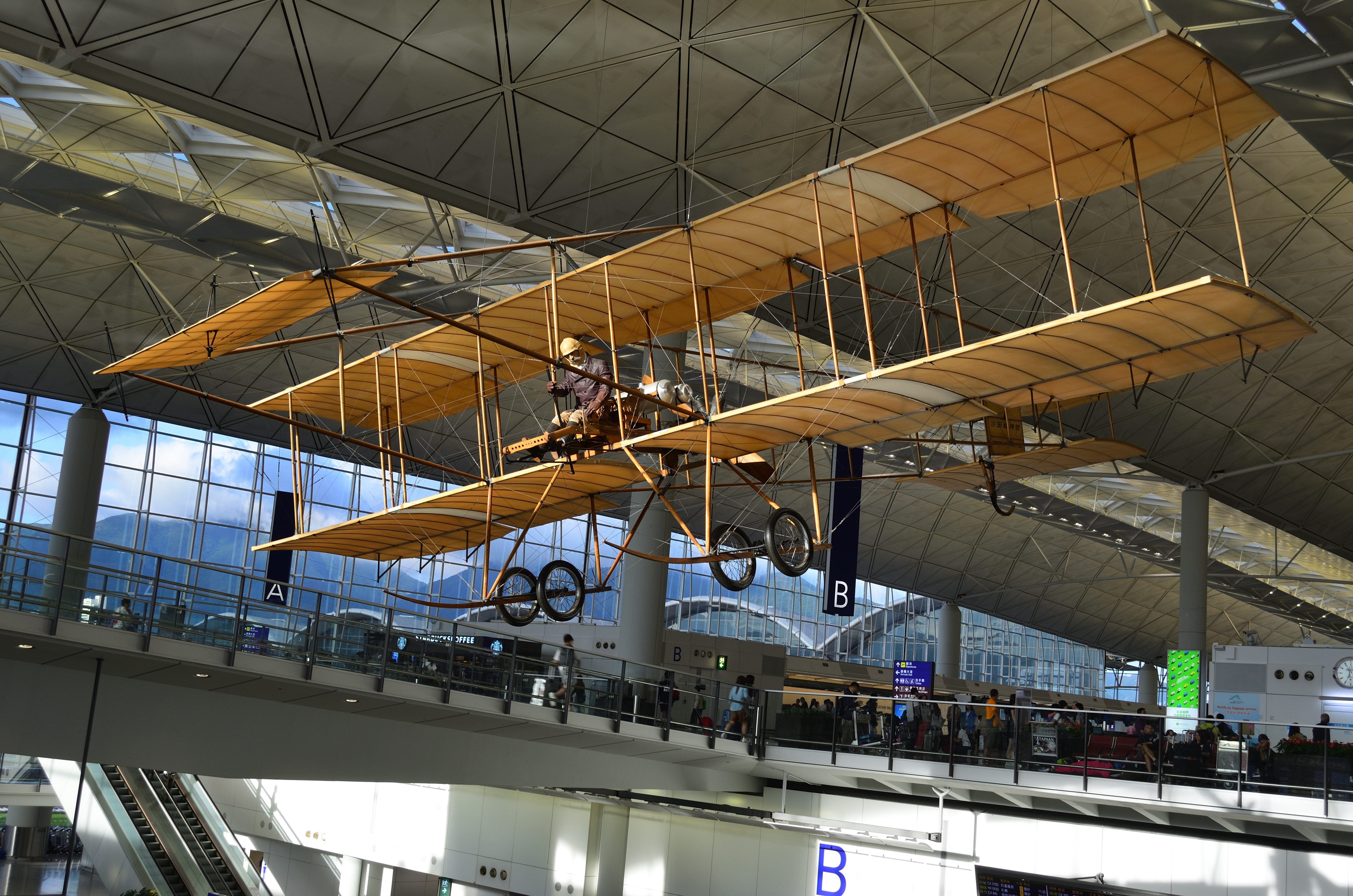
掛在香港國際機場的沙田精神號

沙田精神號（英語：Spirit of Sha Tin）是香港航空史上首架在香港飛行飛機的仿製品，現於香港國際機場一號客運大樓長期懸掛展覽。

## 歷史
1891年1月3日，美國人托馬斯·鮑德溫成為首位在香港駕駛热气球升空的人。

1911年1月，事隔20年後他再次來到香港，並帶同三架紅魔鬼雙翼飛機計畫在快活谷馬場進行試飛，但當時的英屬香港政府根據相關條例，指所有飛船不得接近港島及相關砲台等軍事設施，拒絕了他的申請。

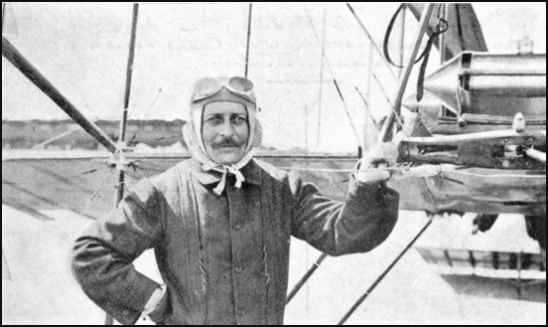
查理斯·溫德邦

同年2月27日，比利时飛行家查理斯·溫德邦抵港。溫德邦原先是一名成功的跑步和單車運動員，曾於多項賽事獲獎，但他認識了曾爲單車手，後來與兄弟一同創辦費文飛機公司的亨利·費文，並學習了駕駛飛機。他屬於世界上非常早出現的一批飛機駕駛員，當時僅爲萊特兄弟首飛的7年後。比利時法国混血的溫德邦在1910年3月成爲第37位取得法國飛機執照，第6位取得比利時執照的飛行員。來港前他已經於法屬印度支那和泰国成爲當地首位駕駛飛機升空的人。與鮑德溫一樣，他向港府申請在快活谷試飛後被拒絕。 然而溫德邦沒有氣餒，並在遠東飛船會（Far East Aviation Company）的介入下，政府最終同意他改在新界試飛。
飛行批准後，溫德邦環顧當時新界，認爲大埔和沙田的地理位置較佳。 飛機起飛和降落的地點必須寬敞而平坦，另外為免受強風影響，在山谷起飛較為合適，這也是他原先選擇快活谷的原因。 此外，交通便利，方便吸引觀眾購票前來觀賞亦是考慮因素之一。 溫德邦曾前往大埔考察，然而他最終選擇了三面環山和擁有廣闊淺灘的沙田，並選定於當時的九廣鐵路沙田火車站附近進行，相當於今天沙田大會堂一帶。
1911年3月18日，首場試飛舉行。為配合觀賞表演，剛通車不久的九廣鐵路英段亦提供特別專車。乘客憑飛行表演的入場票據，可於尖沙咀火車站購買表演當天來回沙田和尖沙咀的車票，連同天星小輪的船費，頭等票價為2.1元，二等為1.1元，三等為0.35元。至於飛行表演的單日票價，另收5毫至5元不等。由於飛行的概念於當年非常新穎，據報當時有數百人到場希望一睹飛行表演。當日天氣晴朗，但大風關係導致試飛延後了數小時，令不少到場的嘉賓和觀衆，包括時任港督盧吉伉儷，選擇提早離開。他最終成功在下午約5時駕駛他的1910年製費文IV型雙翼飛機（Farman IV）升空，成為在香港第一位駕駛飛機升空的人，他當時駕駛的飛機亦成為第一架在香港升空的飛機，兩者正式打開了香港航空史的新編章。

## 仿製品
在該架飛機成功升空的80年後，香港數位歷史飛機愛好者希望透過仿製一架同類型的費文IV型雙翼飛機來紀念香港航空史的起源。因為該架飛機是在沙田首飛的，故他們決定以「沙田精神號」來命名。溫德邦當年亞洲之行的首站是法屬印度支那的西貢，當地時任總督Antony Wladislas Klobukowski的女兒名叫旺達，因此溫德邦將他的飛機稱為“旺達號”。搜集資料時，他們在香港找不到任何相關的圖片紀錄，幾經辛苦，終於在比利時的軍事博物館找到當時的照片，得以掌握該雙翼機的原貌。他們輾轉在美国德州找到，並在1997年成功打造出一架1:1的費文型雙翼飛機。該複製品在符合現代適航規則的情況下盡力還原當年的原貌，一個較大分別是以現代的150匹Lycoming引擎代替本來的50匹Gnome引擎，以及機尾位置寫有紀念原機的“1910 FARMAN”、新機航空器註冊編號“B-HMB”、以及“沙田精神號”和英文“SPIRIT OF SHA TIN”。
在該架仿製品完工後，他們向民航處及香港機場管理局申請進行一場飛行表演，並順利獲得批准在當時即將落成的赤鱲角香港國際機場進行表演。
1997年8月飛機首次在美國試飛，並於後來經拆解後由一架國泰波音747貨機運送至當時仍在使用的香港啓德機場，再由駁船運往赤鱲角機場，暫時存放於飛行服務隊的機庫。1997年11月15日，「沙田精神號」在尚未正式啓用的新機場進行了飛行表演，成為了最早一批使用新機場的飛機。當日駕駛飛機的是VAS創辦人兼此飛機的製造者，飛機注冊編號為B-HMB。
自該次表演後，該架仿製的「沙田精神號」一直懸掛在香港國際機場一號客運大樓南面大堂進行長期展覽，見證著香港航空業的發展。雖然飛機懸吊在溫濕度穩定的室內環境，但因機翼的質料容易沾塵，機身面積大，為了保養古董飛機的外觀及飛行功能，必須每三至四個月作一次全面清潔及保養。每次的保養包括清除機翼上的積塵，測試活動部件並塗上潤滑油，以及為輪胎充氣等。飛機一直以極佳的狀態保存，除換上假的引擎外，與1997年飛行的時候並沒兩樣。